# کرایسیس
کرایسیس (به انگلیسی: Crysis) نام یک بازی ویدئویی علمی-تخیلی در سبک تیراندازی اول شخص است که توسط شرکت آلمانی کرای‌تک توسعه یافته و به‌وسیلهٔ الکترونیک آرتس در نوامبر ۲۰۰۷ برای مایکروسافت ویندوز عرضه شده‌است. شرکت کرای‌تک در سال ۱۹۹۹ از سوی سه برادر ترک تأسیس شد. نسخهٔ  سازگارشده کرایسیس نیز در اکتبر ۲۰۱۱، برای کنسول‌های پلی‌استیشن ۳ و اکس‌باکس ۳۶۰ منتشر شد. این عنوان اولین قسمت از سری بازی‌های کرایسیس به‌شمار می‌رود. در زمان انتشار بازی و چندین سال پس از آن، به دلیل نقطهٔ عطف آن در طراحی گرافیک (متعاقباً نیاز به سخت‌افزار قدرتمند) مورد تحسین قرار گرفت.
نسخهٔ بازسازی شده این عنوان در سال ۲۰۲۰ برای پلتفرم‌های مایکروسافت ویندوز، پلی‌استیشن ۴، اکس‌باکس وان، و نینتندو سوئیچ در دسترس قرار گرفت. دنبالهٔ مستقیم این بازی تحت عنوان کرایسیس ۲ در مارس ۲۰۱۱ عرضه شد.

## داستان
داستان دربارهٔ موجوداتی فضایی است که سال‌ها قبل در زمین کره شمالی به زمین آمده‌اند و دارای تکنولوژی پیشرفته‌اند. کره‌ای‌ها به تکنولوژی آن‌ها چشم طمع دارند و بازیکن باید با هر دو گروه بجنگد، البته فضایی‌ها مجهز به سلاحی هستند که زمین را سرد می‌کند و این مانع مهمی در سر راه بازیکنان است.

### شخصیت‌ها
- نوماد Nomad
- سایکو Psycho
- جستر و ازتک Jester, Aztec
- پرافیت Prophet

### لباس نانو
لباس نانو با نوعی تکنولوژی پیشرفته ساخته شده‌است که از یکی از طرح‌های واقعی آمریکا الهام گرفته است. این لباس به شما قدرت‌های خاصی می‌دهد که به دلخواه می‌توانید یکی از این قدرت‌ها را انتخاب کنید.
- حداکثر قدرت: بازیکن با این حالت می‌تواند یک ماشین را از روی زمین بلند کند.
- حد اکثر سرعت: با این قدرت می‌توانید با سرعت بسیار زیاد حرکت کنید.
- نامرئی:با این قدرت می توانید مخفی شوید
- حداکثر زره: در مقابل گلوله‌ها بیشتر دوام می‌آورید.[۱]

## موتور
منتقدان گرافیک این بازی را یک شاهکار به حساب می‌آورند که به نظر منتقدان بازی‌های رایانه‌ای از تمام بازی‌های موجود در زمان خود بهتر بود.